# Uğuz, Kargı
Oğuzköy là một xã thuộc huyện Kargı, tỉnh Çorum, Thổ Nhĩ Kỳ.